# Triel-sur-Seine
Triel-sur-Seine là một xã trong vùng hành chính Île-de-France, thuộc tỉnh Yvelines, quận Saint-Germain-en-Laye, tổng Triel-sur-Seine. Tọa độ địa lý của xã là 48° 58' vĩ độ bắc, 2° 0' kinh độ đông. Triel-sur-Seine nằm trên độ cao trung bình là 20 mét trên mực nước biển, có điểm thấp nhất là 18 mét và điểm cao nhất là 179 mét. Xã có diện tích 13,58 km², dân số vào thời điểm 1999 là 11.097 người; mật độ dân số là 817 người/km².

## Các thành phố kết nghĩa
- Seligenstadt, Đức
- Leatherhead, Anh